# Bucht von Larnaka
Die Bucht von Larnaka (griechisch Κόλπος Λάρνακας Kolpos Larnakas) ist eine Meeresbucht im Südosten der Insel Zypern. Sie ist Teil des Levantischen Meeres im Mittelmeer und ist nach der Stadt Larnaka benannt, die an der Bucht liegt.

## Geographie
Die Bucht liegt an der Südostküste Zyperns und hat eine ungefähre Ausdehnung von 27 Kilometern. Auf der Landseite befindet sich im Westen die Stadt Larnaka mit dem Flughafen Larnaka an der Südspitze der Bucht. Die Ostseite der Larnaka-Bucht befindet sich in der britischen Militärbasis Dekelia. Die Bucht von Larnaka wird im Osten durch das Kap Pyla und im Westen durch das Kap Kiti begrenzt.
Die Gegend um die Bucht ist flach oder leicht hügelig. Die Küste ist meist im Westen bei Larnaka durch Sandstrände und im Norden und Osten durch Felsen und Kiesstrände geprägt. An der Südwestspitze der Bucht liegt der Salzsee von Larnaka, der nur durch eine schmale Landzunge vom Meer getrennt ist.
Der Meeresboden in der Bucht fällt vergleichsweise steil ab: 1500 m vor der Küste beträgt die Wassertiefe schon 35 m und 2000 m von der Küste entfernt 50 m. Die Strömung innerhalb der Bucht verläuft an der Oberfläche in Südwest-Nordost-Richtung, in größerer Wassertiefe jedoch umgekehrt. Der Tidenhub liegt zwischen 25 und 40 Zentimetern.